# Félix Bañobre
Félix Bañobre (Londres, Inglaterra, 5 de julio de 1970) es un entrenador inglés con nacionalidad española de baloncesto que actualmente es entrenador del VfL SparkassenStars Bochum de la ProA, la segunda división alemana.

## Trayectoria
Es un entrenador de baloncesto nacido en Londres y criado hasta los 15 años, donde regresó a Puentes de García Rodríguez en La Coruña, ciudad de procedencia de sus padres. Tras ser jugador de la cantera del Clesa Ferrol, decidió emprender su formación como entrenador y trabajó hasta 1993 como entrenador de juveniles del conjunto ferrolano.
En la temporada 1993-94, se convierte en entrenador asistente del Clesa Ferrol en la Liga ACB.
Desde 1994 a 1996, Bañobre ocupó el cargo de primer entrenador del Club Veliña As Pontes de la Liga LEB. 
Desde 1996 a 1998, entrenó al conjunto barcelonés del Viajes Aliguer Pineda de la Liga LEB. 
Entre 1998 y 2000, fue entrenador del Abeconsa Ferrol de la Liga LEB, al que dirigió junto a Manuel Aller. 
Desde 2000 a 2005, firma como entrenador del CB Galicia de Liga LEB, donde trabaja durante cinco temporadas. 
En la temporada 2005-06, Bañobre fue segundo entrenador del CB Breogán en la Liga ACB.
En 2006, decide volver a categorías de formación y trabajaría durante dos temporadas en la cantera del Valencia Basket, siendo entrenador de juveniles.
En la temporada 2009-10, fue entrenador del Ferrol CB (club sucesor del CB Galicia) en la Liga EBA. 
En 2010, firma como entrenador de juveniles del Club Aviva SYO de La Coruña, donde trabaja durante tres temporadas. 
En abril de 2013, firma por el Team FOG Næstved de la Basket Ligaen, siendo su primera experiencia en el extranjero, club al que dirigió hasta diciembre del mismo año.
En septiembre de 2014, regresa al Ferrol CB de Liga EBA.
En la temporada 2015-16, firma por el Oettinger Rockets Gotha de la ProA, la segunda división alemana, para integrar su staff y dirigir al filial, el Erfurt, de la Regionalliga.
En la temporada 2016-17, firma como entrenador del SC Rist Wedel club de la ProB, la tercera división alemana, vinculado al Hamburg Towers, y para estructurar la cantera.
Tras tres temporadas en el SC Rist Wedel, en la temporada 2019-20 firma por el VfL SparkassenStars Bochum de la ProB.
Al término de la temporada 2021-22, Félix logra el ascenso a la ProA con el VfL SparkassenStars Bochum.
En la temporada 2022-23, debutaría como entrenador en la ProA alemana.

## Clubs
- 1992-1993 : Clesa Ferrol. Cantera
- 1993-1994 : Clesa Ferrol. (Asistente) (Liga ACB)
- 1994-1996: Club Veliña As Pontes (Liga LEB)
- 1996-1998: Viajes Aliguer Pineda (Liga LEB)
- 1998-2000: Abeconsa Ferrol (Liga LEB)
- 2000-2005: CB Galicia (Liga LEB)
- 2005-2006: CB Breogán. (Asistente) (Liga ACB)
- 2006-2008 : Valencia Basket. Cantera
- 2009-2010 : Ferrol CB (Liga EBA)
- 2010-2013 : Club Aviva SYO. Cantera
- 2013-2014: Team FOG Næstved (Basket Ligaen)
- 2014-2015: Ferrol CB (Liga EBA)
- 2015-2016: Oettinger Rockets Gotha (Asistente) (ProA)
- 2016-2019: SC Rist Wedel (ProB)
- 2019-actualidad: VfL SparkassenStars Bochum (ProB/ProA)